# Míssil de creuer

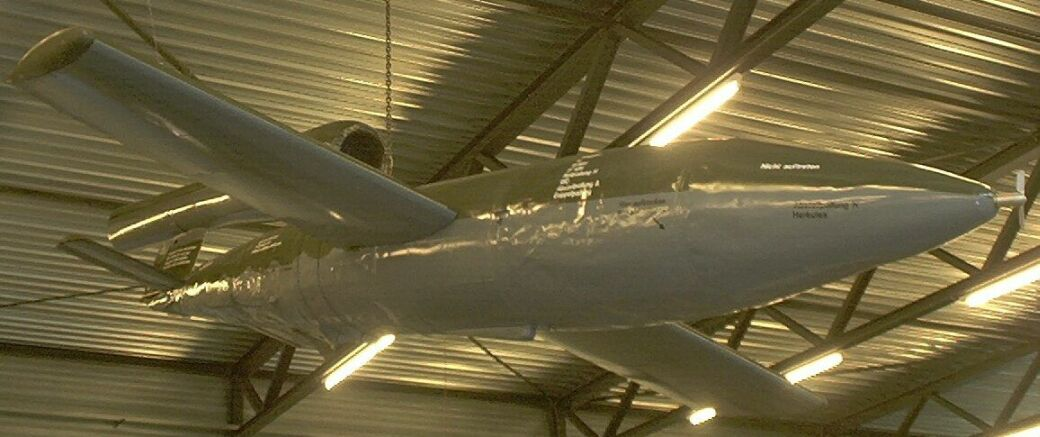
Bomba voladora Fieseler Fi-103 o V-1 en un museu.

Un míssil de creuer és un míssil que utilitza ales d'elevació i més comunament un sistema de propulsió per motor de reacció per permetre un vol sostingut. Els míssils de creuer són, en essència, avions no tripulats. En general estan dissenyats per a portar una gran càrrega d'explosius convencionals o caps nuclears a centenars de quilòmetres de distància amb una punteria excel·lent. L'any 2001, els moderns míssils de creuer volen a velocitats sub-sòniques, naveguen de manera autònoma i volen a baixa cota per evitar ser detectats pels radars.

## Desenvolupament

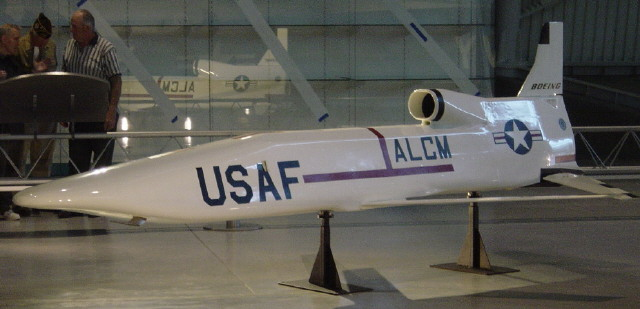
Míssil de creuer ALCM exposat en un museu.

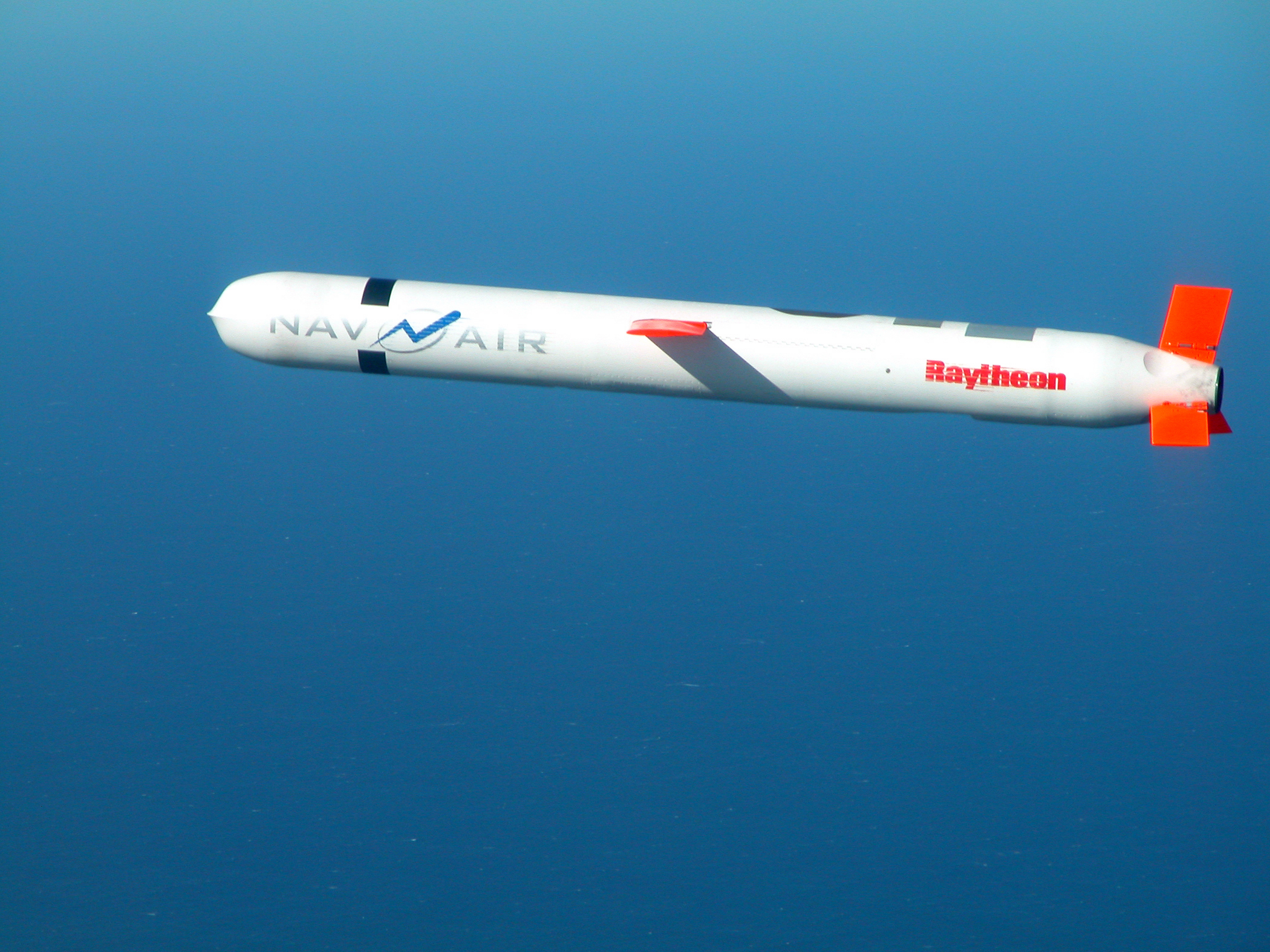
Míssil de creuer BGM-109 Tomahawk en ple vol.

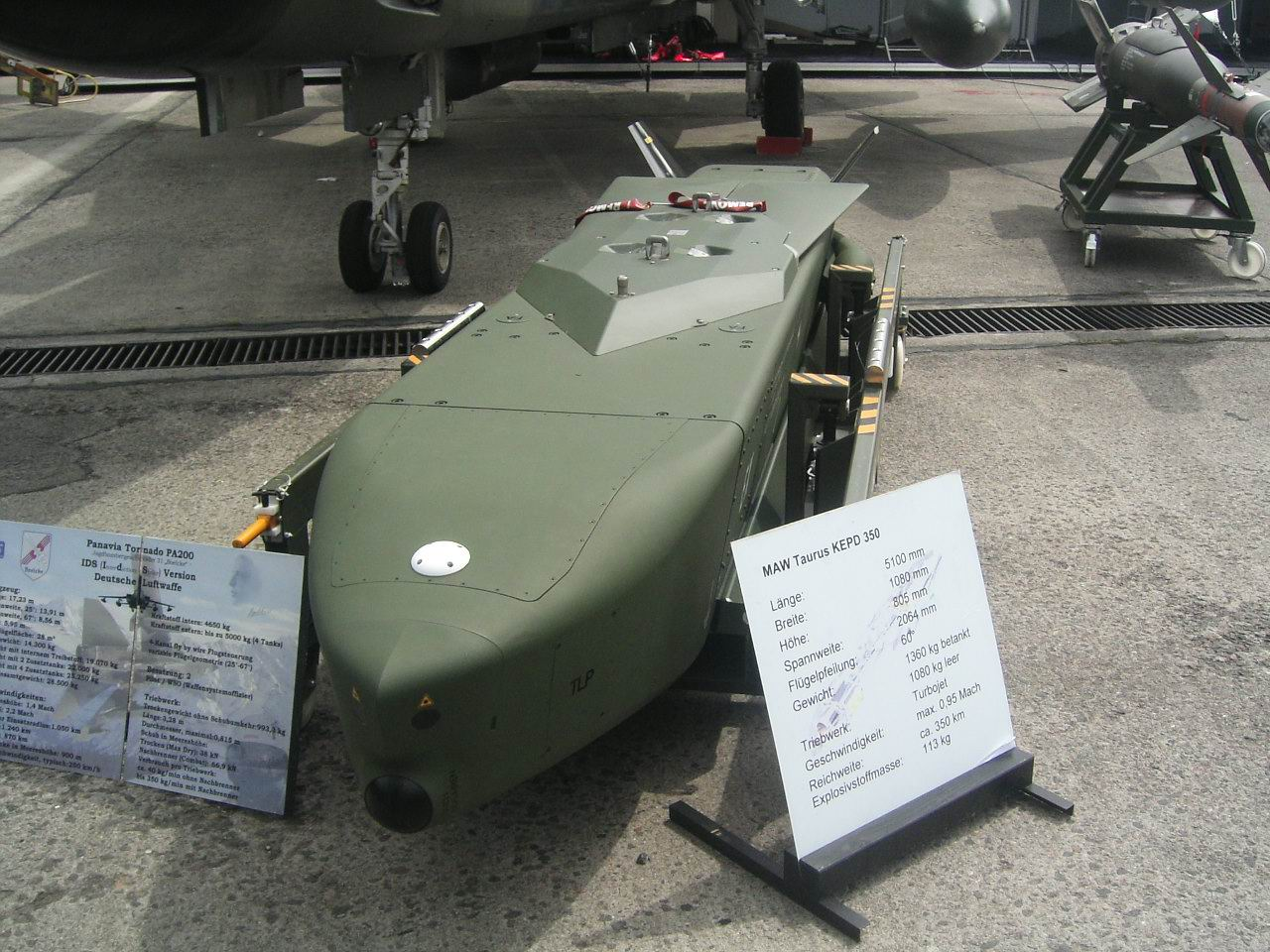
Taurus KEPD 350.

Els míssils de creuer van ser ideats inicialment als Estats Units, com el Kettering Bug, el 1918 durant la Primera Guerra Mundial. No obstant això, van ser desenvolupats durant la Segona Guerra Mundial i, emprats per primera vegada per part de l'Alemanya nazi. Les V-1, que van començar a utilitzar-se el 1944, usaven un pulsoreactor Argus As 014, amb un soroll que els va valer el sobrenom de «bomba buzz». El disseny era el d'una gran bomba amb petites ales i un motor muntat en el dorsal, i usaven un simple sistema de guia inercial.
Els avions kamikaze japonesos també poden ser classificats com míssils de creuer. Aquestes primeres armes també són conegudes com a bombes volants.
Durant la Guerra Freda, tant els Estats Units com la Unió Soviètica van experimentar amb el concepte, desenvolupant primerencs míssils de creuer per submarins i avions. Els Estats Units van dissenyar un programa per aconseguir míssils de creuer amb motors nuclears, el Projecte Pluto. Tot i que el concepte va ser àmpliament provat cap dels prototips va ser provat en vol. Mentre que els míssils balístics van ser l'opció escollida per atacar als objectius terrestres, els míssils de creuer amb caps nuclears i convencionals van ser vistos per l'URSS com l'arma principal per atacar els grups de batalla dels portaavions nord-americans. Els grans submarins, com els de les classes Echo i Oscar, van ser dissenyats per a portar aquestes armes i sorprendre els grups de combat navals de la marina nord-americana mentre que els grans bombarders com el Backfire, el Bear o el blackjack van ser proveïts amb aquestes armes en les seues configuracions com a plataformes per l'ALCM (Air Launched Cruise Missile , Míssil de Creuer Llançat des de l'Aire).
L'any 2001, el míssil BGM-109 (Tomahawk) es va convertir en una arma important dels arsenals dels Estats Units. Aquest míssil de creuer proporciona una extremada precisió a llargues distàncies, amb un cap de guerra convencional. Pot ser llançat des de bombarders com el Boeing B-52 Stratofortress. Tant el Tomahawk com el vell AGM-86 (ALCM) van ser molt usats durant l'Operació Tempesta del desert de la Guerra del Golf. La Royal Navy (marina britànica) usa els Tomahawk especialment des dels seus submarins nuclears. Les primeres versions amb cap de guerra convencional van tenir el seu baptisme de foc en 1999 a la Guerra de Kosovo. Cada míssil Tomahawk costa gairebé dos milions de dòlars.
Actualment, els míssils de creuer més coneguts són els ALCM i Tomahawk nord-americans així com el substitut de l'ALCM que és l'ACM, molt més modern i capaç. L'empresa Matra està desenvolupant per a l'exèrcit francès un míssil de creuer anomenat APACHE (Arme Planante A CHarges Ejectable, Arma propulsada amb submunicions ejectables), molt important perquè tindrà una àmplia gamma de submunicions (antipersona, Antipas, contra carro, càrrega buida, etc.) amb un celler de càrrega de 2.2 m capaç de portar una càrrega bèl·lica total de 770 kg. A més, aquest míssil té capacitats furtives o  stealth  i és capaç de seguir el perfil del terreny per evitar encara més el radar i tindrà un abast de 140 km volant a velocitats subsòniques. Una altra variant també per l'exèrcit francès és l'SCALP (anomenat en altres llocs Storm Shadow) amb unes capacitats similars però amb un abast de 600 km i un sensor IR. El SCALP podrà ser portat pels avions de combat francesos i tindrà una versió terra-terra per a ser usat per vaixells i submarins. L'exèrcit alemany té una proposta similar a l'APACHE per a la Luftwaffe, anomenada APACHE-maw. El més recent de tots els projectes és el Storm Shadow, desenvolupat conjuntament per MATRA i BAe, i tindrà capacitats similars al SCALP.

## El míssil de creuer DIY
(Do It Yourself, literalment: faci-ho vostè mateix.) Hi va haver un projecte d'un neozelandès anomenat Bruce Simpson per dissenyar i provar míssils de creuer casolans. El projecte va ser creat per inversors privats i pretenia aconseguir míssils de creuer per un preu inferior a 5.000 dòlars, un preu molt inferior al del Tomahawk. Cap a finals de l'any 2003, el programa de Simpson va entrar en problemes econòmics i va haver de ser cancel·lat després d'una negativa de l'exèrcit neozelandès per fer-se servir un dels seus camps de tir per a realitzar els test del míssil. Poc després de la fallida, Bruce Simpson declarà que els seus problemes financers van ser causats pel govern, que no volia que el seu projecte seguís endavant, concretament en haver patit una brutal inspecció fiscal per part de l'agència tributària neozelandesa, que li va imposar multes bastant altes que van ofegar-lo financerament.